# لا باين مسارا
لا باين مسارا (بالإندونيسية: La Paene Masara)‏ (مواليد 10 نوفمبر 1973) هو ملاكم إندونيسي، مثّل بلاده في الألعاب الأولمبية الصيفية في دورتي 1996 و2000.

## روابط خارجية
لا باين مسارا على موقع أوليمبيديا (الإنجليزية)